# O Velho da Horta
O velho da horta é uma farsa de Gil Vicente escrita em 1512.

## Resumo da obra
Esta seguinte farsa é o seu argumento que um homem honrado, já velho, tinha uma horta, e andando uma manhã por ela espairecendo, sendo o seu hortelão fora, veio uma moça de muito bom parecer buscar hortaliça, e o velho em tanta maneira se enamorou dela, uma alcoviteira que um dia fora comprar ervas e vendo que o velho estava passando por um sofrimento perguntou o que haverá acontecido? Vendo que o velho parecia estar realmente apaixonado se ofereceu para ajudar a conquista-la, a alcoviteira ia até a um lugar, falava para o velho que tinha ido até a mulher desejada, e toda vez que voltava falava que precisava de algo, e o velho gastando todas as suas economias. A mulher do velho logo descobre dessa suposta "traição". Logo aparece uma mocinha, a mando de sua tia para pagar uma conta na horta do velho. E descobriu através da mocinha que a moça se casara com um jovem da mesma idade, então chega o delegado com policiais e prende a alcoviteira, que não devolve o dinheiro e é açoitada em praça pública. E o velho senhor acaba ficando pobre, sem família, sem dinheiro e sem a moça por quem ele estava apaixonado.
Nesta farsa lançada no ano de 1512, Gil Vicente retrata os infortúnios do amor de um velho que, ironizado pela moça, termina a peça revelando uma grande frustração. No entanto, a preocupação da farsa vicentina não se restringe ao amor incorrespondido, mas vai além da simples crítica social, atingindo as críticas morais, de interesses pessoais e, sobretudo, materiais. Ademais,revela com bastante fidelidade as ideologias e costumes desse período de transição para o Renascimento, mas que ainda conserva hábito como o açoite em praça pública, ato que ainda perpetuaria por muitos séculos adiante. Gil Vicente, portanto, registrara o comportamento e a ideologia do homem medieval, mas também já prenunciara as novas ideologias que estavam por iniciar uma nova página na história da literatura e da sociedade portuguesa.
A ação se inicia quando a Moça vai à horta do Velho buscar hortaliças, e este se apaixona perdidamente por ela. No diálogo entre ambos estabelecem-se dois planos de linguagem: a linguagem galanteadora do Velho, estereotipada, repleta de lugares-comuns da poesia palaciana do Cancioneiro Geral, cujo artificialismo Gil Vicente parodia ironicamente, e a linguagem zombeteira e às vezes mordaz da Moça que não se deixa enganar pelas palavras encantadoras do pretendente e não se sente atraída nem por ele, nem por sua fortuna, nem por sua "lábia" cortesã. São duas visões opostas da realidade: a visão idealizada do Velho apaixonado e a visão realista da Moça.
Uma alcoviteira, Branca Gil, promete ao Velho a posse da jovem amada e, com isso, vai extorquindo todo seu dinheiro. Na cena final, o Velho, desenganado, só, e reduzido à pobreza, pois gastara tudo o que tinha, deixando ao desamparo suas quatro filhas, reconhece o seu engano e se arrepende.
A Alcoviteira é açoitada, e a Moça casa-se honestamente com um belo rapaz.